# Msuata
Msuata là một chi thực vật có hoa trong họ Cúc (Asteraceae).

## Loài
Chi Msuata gồm các loài: